# Médaille George-Sarton
La médaille George-Sarton est la « plus prestigieuse récompense » de la History of Science Society. Elle récompense tous les ans depuis 1955 un historien des sciences de la communauté internationale pour les travaux qu'il a réalisés durant sa vie.

## Histoire
Ce prix a été créé en hommage à George Sarton (1884-1956), considéré comme le père de l'histoire des sciences modernes aux États-Unis et cofondateur de la History of Science Society en 1924 avec Lawrence Joseph Henderson.
L'Université de Gand, ville natale de Sarton, décerne également une médaille Sarton. Le sculpteur de la médaille est Bern Dibner, ingénieur et historien des sciences américain.

## Lauréats
Les médaillés Sarton sont :
- 1955 : George Sarton
- 1956 : Charles et Dorothea Waley Singer
- 1957 : Lynn Thorndike
- 1958 : John Farquhar Fulton
- 1959 : Richard Harrison Shryock
- 1960 : Owsei Temkin
- 1961 : Alexandre Koyré
- 1962 : E. J. Dijksterhuis
- 1963 : Vassili Zoubov (de)
- 1964 : Aucun médaillé
- 1965 : J. R. Partington (en)
- 1966 : Anneliese Maier
- 1967 : Aucun médaillé
- 1968 : Joseph Needham
- 1969 : Kurt Vogel
- 1970 : Walter Pagel
- 1971 : Willy Hartner
- 1972 : Kiyosi Yabuuti
- 1973 : Henry Guerlac
- 1974 : I. Bernard Cohen
- 1975 : René Taton
- 1976 : Bern Dibner
- 1977 : Tom Whiteside
- 1978 : Adolf P. Youschkevitch
- 1979 : Maria Luisa Righini Bonelli
- 1980 : Marshall Clagett
- 1981 : A. Rupert et Marie Boas Hall
- 1982 : Thomas Samuel Kuhn
- 1983 : Georges Canguilhem
- 1984 : Charles Gillispie
- 1985 : Paolo Rossi et Richard Westfall
- 1986 : Ernst Mayr
- 1987 : G.E.R. Lloyd (en)
- 1988 : Stillman Drake
- 1989 : Gerald Holton
- 1990 : A. Hunter Dupree (en)
- 1991 : Mirko Grmek
- 1992 : Edward Grant et George A. van Sande
- 1993 : John L. Heilbron
- 1994 : Allen G. Debus
- 1995 : Charles Rosenberg
- 1996 : Loren Graham
- 1997 : Betty Jo Teeter Dobbs
- 1998 : Thomas L. Hankins (de)
- 1999 : David C. Lindberg
- 2000 : Frederic L. Holmes
- 2001 : Daniel J. Kevles (en)
- 2002 : John C. Greene (de)
- 2003 : Nancy Siraisi
- 2004 : Robert E. Kohler (de)
- 2005 : Abdelhamid I. Sabra
- 2006 : Mary Jo Nye
- 2007 : Martin J. S. Rudwick
- 2008 : Ronald Numbers
- 2009 : John E. Murdoch
- 2010 : Michael McVaugh (de)
- 2011 : Robert J. Richards
- 2012 : Lorraine Daston[3]
- 2013 : Simon Schaffer
- 2014 : Steven Shapin
- 2015 : Robert Fox
- 2016 : Katharine Park
- 2017 : Garland E. Allen
- 2018 : Sally Gregory Kohlstedt[4]
- 2019 : M. Norton Wise
- 2020 : Jim Bennett
- 2021 : Bernadette Bensaude-Vincent
- 2022 : Margaret W. Rossiter
- 2023 : Theodore M. Porter
- 2024 : Jane Maienschein

### Citations originales
1. ↑  (en) « most prestigious award »